# 즐거운 나의 집

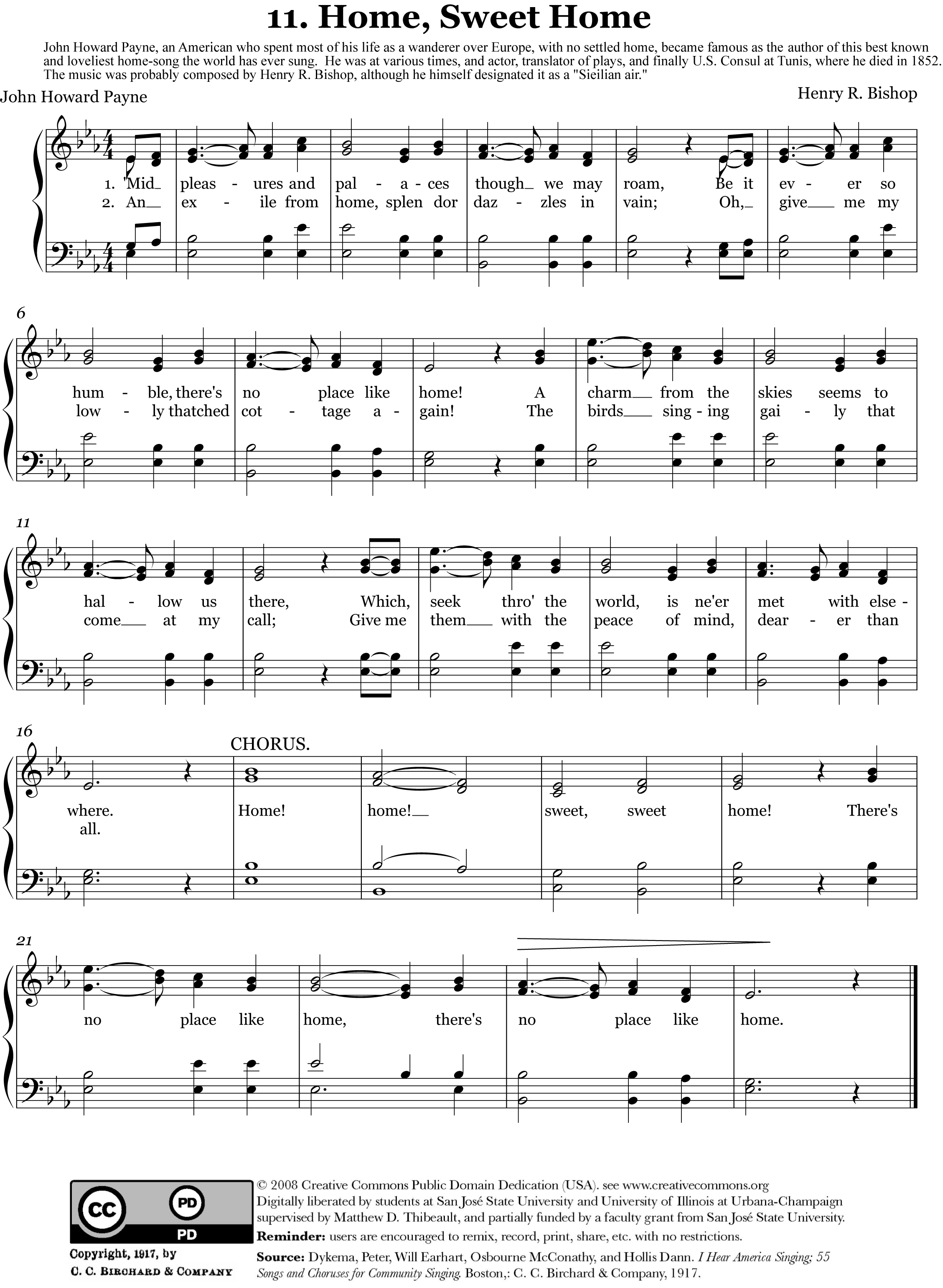
〈즐거운 나의 집〉의 악보

〈즐거운 나의 집〉(Home, Sweet Home)은 영국인 헨리 비숍 경이 작곡한 곡조를, 미국의 배우 겸 극작가 존 하워드 페인이 1823년 오페라 《클라리, 밀라노의 아가씨》(Clari, or the Maid of Milan)에 극음악으로 차용한 노래다. 가사는 페인 본인이 지어 붙였다. 비숍은 〈시칠리아 섬의 선율〉(A Sicilian Air)이라는 제목으로 선율의 더한층 장장한 판을 출판한 바 있지만, 이후 본인이 지은 것이라고 고백했다.
이 노래만 외따로 출판되자, 빠르게 100,000부가 팔려나갔다. 출판사는 이 노래를 통해 상당한 수익을 입었다. 출판 첫해에만 £2,100의 순수익을 거두었고, 오페라의 제작자도 훌륭하게 작업했다. 페인 본인만 성공에 의한 혜택을  영 입지 못했다. "보헤미안의 왕자였던 그는, 넉넉한 돈이 있었지만", 사업 감각은 부족했다. 1852년 헨리 비숍은 거실 발라드(parlour ballad)으로서 노래를 "재출시(relaunched)"하여, 미국에서 크게 성공시켰다. 미국 내전과 그 뒤에도 인기를 이어갔다. 미국 초연은 1823년 10월 20일 필라델피아 주에 있는 윈터 티볼리 극장에서 개최되었다. "윌리엄스 부인(Mrs. Williams)"이 부른 것으로 되어 있다.
1827년 초엽에는 스웨덴 작곡가 프랜즈 버왈드가 제 작품 《Konzertstück for Bassoon and Orchestra》에 노래를 인용했다. 가에타노 도니체티는 제 오페라 《안나 볼레나》의 2막 3장에서, 안나의 광기 씬에서 그의 유년기 집에 대한 갈망을 표현하는 주제가로 이용했다. 헨리 우드 경의 《영국 해가 환상곡》(Fantasia on British Sea Songs)과 알렉상드르 길망의 《오르간을 위한 환상곡 43번》(Fantasy for organ Op. 43)에도 쓰인다. 1857년, 작곡가 겸 피아니스트 지기스문트 탈베르크가 〈즐거운 나의 집〉을 주제로 삼아 피아노를 위한 일련의 변주곡들을 썼다.
1909년, 에디슨 스튜디오 작의 무성영화 《하우스 오브 카드》(The House of Cards)에 삽입되었다. 노래의 삽입 씬에서, 국경에 자리한 술집은 싸움으로 인해 허둥지둥 폐업한다. 그러자 "즐거운 나의 집을 연주해라(Play Home Sweet Home)"는 글이 쓰인 카드가 비치고, 화면 속의 피들러가 자분참 팬터마임으로써 노래를 연주하는 것이다. 이것은, 술집의 폐업 시간과 노래의 관련성에 대한 암시일 수도 있다.
통설에 따르면 미국 내전 기간 동안 북부군은 노래의 연주를 금지했는데, 너무 가정을 떠올리게 할 뿐 아니라, 탈영을 조장한다는 이유에서다.
이 선율이 가장 잘 알려진 연유는, MGM의 《오즈의 마법사》에 삽입되었기 때문일 것이다. 이 선율은 〈Over the Rainbow〉와 대응 관계에 있다. 마지막 씬에서 주디 갈런드가 연기한 도로시는 "집만한 곳이 없다(there's no place like home)."고 가족에게 말한다. 1939년 영화 《퍼스트 러브》에서는 디에나 더빈이 부른다.
1949년작 20세기 폭스 영화 《안나와 시암의 왕》(Anna and the King of Siam), 그 영화를 개작한 로저스와 해머스타인의 1951년작 뮤지컬 《왕과 나》(The King and I), 또 그 판의 1956년 영화화 작품에서, 안나 레오노웬스는 학생들에게, 왕이 제가 살 제 집을 짓도록 설득하는 심리적 캠페인의 일환으로 〈즐거운 나의 집〉을 부르는 법을 가르친다.

## 한국어 가사
대한민국에서는 김재인이 한국어로 번안하였으며, 노래 제목 〈즐거운 나의 집〉 또한 그가 지은 것이다.
즐거운 곳에서는 날 오라 하여도

내 쉴 곳은 작은 집 내 집뿐이리

내 나라 내 기쁨 길이 쉴 곳도

꽃 피고 새 우는 집 내 집뿐이리

오 사랑 나의 집

즐거운 나의 벗 내 집뿐이리